# Fritz Bach
Fritz Bach, né Frédéric Henri Bach à Paris le 3 juin 1881 et mort à Renens le 27 décembre 1930, est un musicien, compositeur, organiste et enseignant vaudois.

## Biographie
Fritz Bach étudie au Collège classique de Lausanne et travaille le violon avec Pierre Pazetti et, dès 1896, avec Richard Frommelt. Il poursuit ses études à la Faculté de théologie de l'église libre à Lausanne, puis part pour Paris en 1905 où il choisit de se vouer entièrement à la musique. Après un bref passage au Conservatoire dans la classe de l'organiste Charles-Marie Widor, il s'inscrit à la Schola Cantorum, où il suit les cours d'Albert Groz, Auguste Sérieyx et Vincent d'Indy.
De retour en Suisse en 1913, Fritz Bach s'installe avec son épouse, Berthe Rivier, à Nyon. Il y exerce une activité d'organiste, de pédagogue et de chef de chœur. Dès 1927, la famille s'établit à Renens. Fritz Bach est nommé professeur d'harmonie, de contrepoint et d'histoire de la musique à l'Institut Ribeaupierre, à Montreux, puis à Lausanne. Organiste titulaire de l'église des Terreaux, il est membre fondateur de l'Association des organistes protestants romands. Son catalogue d'œuvres comprend surtout de la musique religieuse mais il compose également de la musique de chambre ainsi qu'une symphonie créée par Ernest Ansermet en 1921. Sa dernière œuvre est une cantate de Noël, chantée à l'église des Terreaux pour la fête de Noël de 1930.
Fritz Bach meurt le 27 décembre 1930 à Renens. En 1976 un fonds Fritz Bach est créé à la Bibliothèque cantonale et universitaire - Lausanne.

## Sources
- « Fritz Bach », sur la base de données des personnalités vaudoises sur la plateforme « Patrinum » de la Bibliothèque cantonale et universitaire de Lausanne.
- sites mentionnés
- Dictionnaire des musiciens suisses, Zurich, Atlantis Verlag, 1964, p. 32
- Henri Gagnebin, Fritz Bach. Sa vie, son œuvre, Neuchâtel/Paris, V. Attinger, 1935 piratbox